# Marsalis Music
Marsalis Music is een onafhankelijk Amerikaans platenlabel voor jazz-muziek. Het werd in 2002 opgericht door saxofonist Branford Marsalis, die platen wilde maken zonder de beperkingen die het opnemen voor grote platenmaatschappijen met zich meebrengt. Sinds de oprichting heeft het label muziek uitgebracht van Marsalis zelf (ook met zijn kwartet), de hele Marsalis-familie, Miguel Zénon, Doug Wamble, zangeres Claudia Acuña, Joey Calderazzo en Harry Connick, Jr. (instrumentale muziek). Sinds 2006 brengt het label ook muziek van ondergewaardeerde veteranen uit in de Honors Series, zoals Bob French, Jimmy Cobb en klarinettist Alvin Batiste. 
Het label brengt niet alleen muziek uit, maar organiseert ook zogenaamde 'Marsalis Jams', waarbij jonge professionele muzikanten naar college-campussen gaan voor optredens, workshops en jamsessies. Ook was het actief in de nasleep van Orkaan Katrina, waarbij het hielp met de bouw van Musician's Village in New Orleans, waar uiteindelijk honderden getroffen muzikanten en anderen moeten wonen.